# 夏涵人
夏涵人，台湾建筑师、企业家，社会活动家，曾参选副总统。

## 简历
是国民党大老前驻美代表夏功權次子，祖籍浙江宁波鄞州，曾祖父夏啓瑜是光绪朝进士翰林，祖父夏雨生是北京大学早期毕业生。生于台湾，毕业于国立台湾大学获得土木工程学士学位。留学美国毕业于密西根大學，获得建築学碩士。毕业后于1978年至1980年任李祖原建築師事務所助理建筑师，是著名美籍华裔建筑师李祖原的得意关门弟子。回台后于1982年至1984年任遠東集團建筑部专职總建築師。1985年至1989年任台湾中原大学讲师。1998年至2001年，任台湾遠鼎建設主任建築家，1999年至2004年任協理、总经理。
在台湾企业界中任鑑安科技股份有限公司法人代表、董事长，康賜公司總經理。又在台湾多个公益团体中任职，任中華民國購物中心發展協會秘書長，亚太文化创意产业协会常務監事，世界和平聯合總會 (WPUG)總執行長、敲响世界和平钟大会总执行长等。
2015年与许荣淑搭档，参选台湾副总统获得广泛关注。但因“不足额”未能当选。

## 报导
2004年9月，其妻子因积欠房租，被屋主告上法庭，强制中断租约，成为各报新闻。